# Robert Buckley
Robert Earl Buckley (ur. 2 maja 1981 w West Covina w stanie Kalifornia) – amerykański aktor filmowy i telewizyjny.
Studiował ekonomię na University of California, San Diego, w Południowej Kalifornii. Przez półtora roku pracował jako konsultant ekonomiczny, następnie przeniósł się do Los Angeles, gdzie rozpoczął karierę aktorską.
Wsławił się rolami w telenowelach stacji myNetworkTV – Fashion House i American Heiress. Wystąpił w slasherach When a Killer Calls (2006) i Killer Movie (2008). Pojawił się także gościnnie w serialach: Szminka w wielkim mieście, Privileged i Zaklinacz dusz.